# De Goede Herder (Torhout)

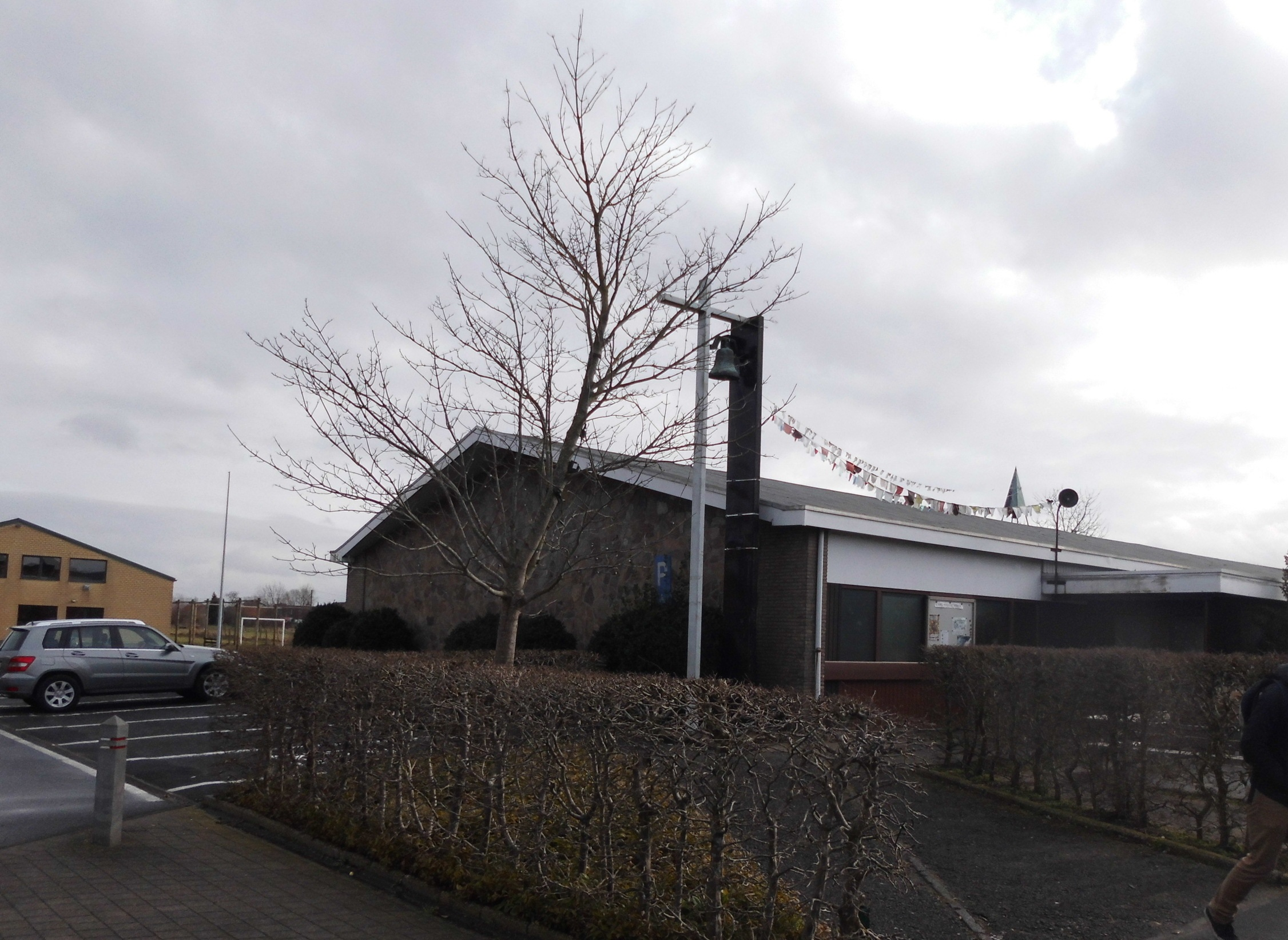
Hulpkapel

De Goede Herder is een wijk van de West-Vlaamse stad Torhout, gelegen tussen de kern van Torhout en de plaats Lichtervelde.
Deze wijk ontwikkelde zich na de Tweede Wereldoorlog ten zuidoosten van het centrum van Torhout. Er bestond al enige bebouwing in gehuchten als Krommenhaak en Koddaard-Schavelare. In 1958 kwamen er nieuwe huizen bij en in 1962 werd de Vogelwijk gebouwd, gevolgd door de Bloemenwijk.
In 1959 kwam een kleuterschool tot stand en in 1965 werd een kapelanij gesticht, waarop aan Herderstraat 2 een hulpkapel met parochiezaal werd gesticht, ontworpen door H. Vandoorne. Het betrof een eenvoudig zaalkerkje onder zadeldak, gewijd aan de Goede Herder. Ook kwam er een lagere school, kwam er een supermarkt en ontstond er verenigingsleven.
Na 2010 werd de hulpkapel, die nog maar eens per maand in gebruik was, onttrokken aan de eredienst en ingericht als school. De wijk werd aangewezen als de belangrijkste uitbreidingszone van Torhout.